# بوب سميث
بوب سميث (بالإنجليزية: Bob Smith )‏ (و. 1947 – م) هو محامي، وسياسي، من الولايات المتحدة الأمريكية، هو عضوٌ في الحزب الديمقراطي الأمريكي.

## مناصب
تولى منصب عضو مجلس ولاية جيرسي (منذ 2002)، وعضو الجمعية العامة ولاية نيو جيرسي (1986–2001).

## التعليم
تعلم في جامعة سكرانتون، وجامعة روتجرز.